# Giancarlo Raimondi
Giancarlo Raimondi (Milano, 28 novembre 1972) è un dirigente sportivo ed ex ciclista su strada italiano. Dopo numerose vittorie fra i dilettanti, fu professionista dal 1997 al 2001 imponendosi in alcune corse, tra cui la Coppa Bernocchi 1999, nella quale ebbe la meglio sull'olimpionico Giovanni Lombardi e sul futuro iridato Romāns Vainšteins. Dopo il ritiro è stato direttore sportivo per formazioni dilettantistiche.

## Palmares
- 1992 (dilettanti)

Trofeo Raffaele Marcoli
- 1993 (dilettanti)

Trofeo Stefano Fumagalli
Circuito Guazzorese
- 1994 (dilettanti)

Trofeo Stefano Fumagalli
Trofeo Raffaele Marcoli
Gran Premio Agostano
- 1995 (dilettanti)

Coppa Città di Melzo
- 1996 (dilettanti)

Circuito Alzanese
Trofeo Comune di Piadena
Gran Premio San Gottardo
- 1997 (Brescialat, una vittoria)

4ª tappa Vuelta Asturias (Oviedo > Llanes)
- 1998 (Brescialat, una vittoria)

11ª tappa Volta a Portugal (Póvoa de Varzim > Porto)
- 1999 (Liquigas, una vittoria)

Coppa Bernocchi
- 2000 (Liquigas, due vittorie)

4ª tappa Quatre Jours de Dunkerque (St. Amand les Eaux > Saint-Amand-les-Eaux)
2ª tappa Volta a Portugal (Palmela > Odivelas)

## Piazzamenti

### Grandi Giri
- Giro d'Italia

1996: fuori tempo massimo (17ª tappa)
- Vuelta a España

1997: ritirato (17ª tappa)
1998: 96º
1999: 103º
2000: ritirato (13ª tappa)

### Classiche monumento
- Milano-Sanremo

2000: 172º